# 音響芸術専門学校
音響芸術専門学校（おんきょうげいじゅつせんもんがっこう）は、学校法人東京芸術学園が東京都港区西新橋に設置する音響・映像・ステージ関連制作スタッフなどを養成する東京都認可の専修学校。

## 概要
1973年、東京港区芝にアジア・日本初の音響専門教育校「録音技術専門学院」として開校。その後、教育内容を拡大し、校名を「音響技術専門学院」とした。1983年には、現所在地である、港区御成門に本校舎を完成。同時に、学校教育法第124条（旧・82条の2）に基づく専門学校としての認可を取得し、校名も「音響技術専門学校」と改めた。
少人数制に基づく指導を行っており、音響・映像・ステージ・音楽制作などのマスコミ業界に、エンジニアやディレクター、プロデューサーなどの制作スタッフを輩出してきた。エンタテインメント系の専門学校では唯一、スタッフ養成部門に夜間部がある。
ロック・ポピュラー系音楽を素材としたレコーディング・PA・照明・ライブ企画制作などをカリキュラムとして扱うことが多い一方、クラシックの若手音楽家が、国際コンクール等の審査音源の収録に数多く利用しているほか、すみだトリフォニーホールにおける新日本フィルハーモニー交響楽団の定期演奏会の録音も教員の指導のもと在校生たちが担当している。また、1996年以来、独自の聴能形成教育用に自主製作した3枚組CD「聴能トレーニング」（キングレコード）を利用した授業を行っている。

## 学科構成
クリエイターズ・ディビジョン（音響技術専門課程）
＜昼間部＞
- 「録音・PA技術科」（２年制）
- 「ライブ音響・コンサートスタッフ科」（２年制）
- 「ミュージカル＆ステージスタッフ科」（２年制）
- 「音響監督・ビジュアルアート制作科」（２年制）
- 「音響テクニカル・アーティスト科」（３年制）
- 「音響技術研究科」（付帯教育、本校各科および同系専門学校の卒業生対象、１年制）

＜夜間部＞
- 「夜間総合学科」（２年制）

## 所在地
東京都港区西新橋3-24-10

## 沿革
- 1973年 - 日本初の音響専門教育機関「録音技術専門学院」として東京都港区芝に開校。開校当時は夜間部のみで、在校生の大半が既に音響・映像業界で働いている社会人や、大学とのダブルスクール通学生であった。
- 1976年 - 「音響技術専門学院」に改称するとともに、芝・御成門の現在地に移転。教育内容を、PA、放送や音響機器設計を含む音響関連分野全般に拡大し、昼間部3学科を新設。
- 1983年 - 校名を「音響技術専門学校」に変更。 同時に本館校舎が完成。
- 1995年 - 卒業生（及び同系専門学校・大学卒業生）向けの超実践的教育コース [音響技術研究科]を開設。
- 1999年 - 実習専用施設、「メディアセンター」が完成。
- 2004年 - PA実習や学生企画のライブコンサート・イベントのためのライブスペース「LiveQ」が完成。
- 2007年 - 「声優・アナウンス専門課程」を増設し、学校名を『音響芸術専門学校』に改称。
- 2010年 - 本館校舎にライブハウス同様の音響・照明設備を持つ「音芸ライブスタジオ∞無限」が完成。アニメを含む映像作品のサウンドエンジニアや音響監督育成を目的とした[音響監督・ビジュアルアート制作科]を開設。
- 2016年2月 - 学校として初の一般社団法人「日本2.5次元ミュージカル協会」法人会員となる。
- 2016年4月 - 宝塚歌劇団出身の俳優・春風ひとみを副校長に迎えるとともに、ミュージカル・テニスの王子様の演出・振付を担当する上島雪夫、ミュージカル「エリザベート」のエルマー役などを演じた俳優・映画監督の角川裕明（かくかわひろあき）らを講師に迎える。
- 2016年9月 - AES（Audio Engineering Society）日本支部事務局が音響芸術専門学校内に置かれる。
- 2020年 - ３年制学科「音響テクニカル・アーティスト科」を設置。「声優・アナウンス専門課程」を廃止し、設立当初のスタッフ養成部門に絞った体制に戻る。

## 主な出身者
- 田中壱征 - 映画監督、脚本家
- 芝田裕美 - 千葉県鎌ケ谷市長[1]
- 石山貴也[2]
- 伊藤賢治[3]